# Síndromes de sobrecrecimiento infantil
Los síndromes de sobrecrecimiento infantil constituyen un grupo de trastornos raros que se caracterizan por la hipertrofia tisular. Se ha demostrado que los síndromes de sobrecrecimiento individuales se superponen con respecto a las características clínicas y radiológicas. Los detalles de las bases genéticas de estos síndromes se están revelando. Cualquiera de las tres capas de tejido embrionario puede estar involucrada. Los síndromes pueden manifestarse en sobrecrecimiento tisular localizado o generalizado. El crecimiento latitudinal y longitudinal puede verse afectado. Sin embargo, las características músculo-esqueléticas son fundamentales para el diagnóstico de algunos síndromes como el síndrome de Proteus.
El momento de presentación de los niños con síndromes de sobrecrecimiento contribuye de manera importante al diagnóstico diferencial. Los niños con algunos síndromes de sobrecrecimiento, como el síndrome de Klippel-Trénaunay, pueden detectarse fácilmente al nacer. Por el contrario, otros síndromes de sobrecrecimiento como el síndrome de Proteus suelen presentarse en el período posnatal, característicamente entre el segundo y el tercer año de vida. En general, los niños con síndromes de sobrecrecimiento tienen un mayor riesgo de desarrollar tumores embrionarios.

## Lista de síndromes
Los ejemplos de síndromes de sobrecrecimiento incluyen: 
- Síndrome de Beckwith-Wiedemann
- Síndrome de CLOVES
- Síndrome X frágil
- Síndrome de Klippel-Trenaunay-Weber
- Síndrome de macrocefalia-malformación capilar
- Neurofibromatosis
- Síndrome de Proteus
- Síndrome de Simpson-Golabi-Behmel
- Síndrome de Sotos
- Síndrome de Sturge-Weber
- Síndrome de Tatton-Brown-Rahman (DNMT3A)[4]
- Síndrome de Weaver